# Nordische Skiweltmeisterschaften 1958/Nordische Kombination Männer
Bei den Nordischen Skiweltmeisterschaften 1958 gab es einen Wettbewerb in der Nordischen Kombination, der am 1. und 2. März im finnischen Lahti ausgetragen wurde.

## Austragungsmodus
Auch hier in Lahti blieb es wie auch bei den vorangegangenen Weltmeisterschaften in Falun bei der Reihenfolge der beiden Teildisziplinen: zuerst wurde gesprungen und am Tag darauf gelaufen. Erstmals war diese Reihenfolge – damals zwangsläufig aufgrund der Witterungsbedingungen – bei den Weltmeisterschaften 1950 zustande gekommen und seitdem beibehalten worden.
Im Springen hatten die Athleten wie seit Weltmeisterschaften 1950 drei Versuche, von denen die beiden besten in die Wertung kamen.
Erstmals bei Weltmeisterschaften gab es einen alleine für die Nordischen Kombinierer reservierten Langlaufwettbewerb, nachdem zuvor immer ein gemeinsames Rennen von Langlaufspezialisten und den Teilnehmern der Nordischen Kombination ausgetragen worden war. In der Form kehrte man zurück zum individuellen Intervallstart, die Läufer gingen mit jeweils halbminütigem Abstand auf die Strecke.
Die heute übliche Gundersen-Methode, bei der die Sportler mit den aus dem Springen berechneten Zeitabständen in den Langlauf gehen und so am Ende die Reihenfolge der Zielankünfte aus dem Lauf auch die Gesamtplatzierung darstellt, kam erst ab 1985 zur Anwendung. Entwickelt wurde sie von dem bei den Weltmeisterschaften 1954 zweitplatzierten und hier in Lahti drittplatzierten Norweger Gunder Gundersen.

## Legende
Kurze Übersicht zur Bedeutung der Symbolik – so üblicherweise auch in sonstigen Veröffentlichungen verwendet:
| DNF | Wettkampf nicht beendet (did not finish) |
| DNS | nicht am Start (did not start)           |

## Ergebnis Einzel (Normalschanze/15 km)

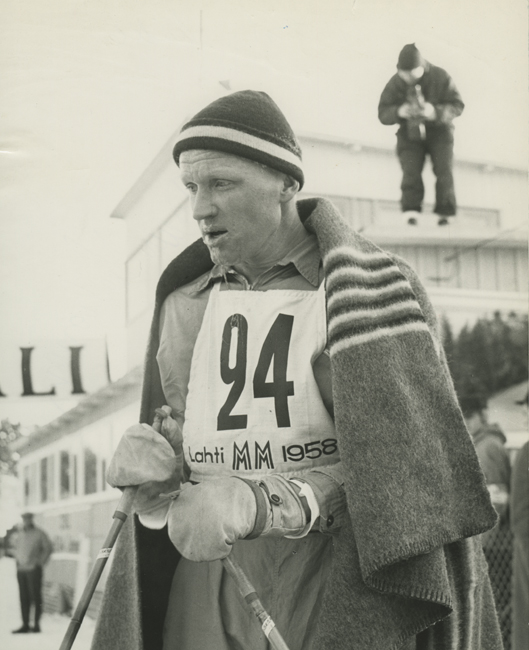
Nach schwächerem Sprung wurde Paavo Korhonen mit hervorragender Laufleistung Weltmeister

Datum:
15-km-Langlauf: 2. März 1958
Springen: 3. März 1958
Teilnehmer: 39 genannt; 38 gestartet; 37 gewertet
| Platz | Sportler                  | Land             | Springen   | Springen    | Springen    | Springen    | Springen | Springen | 15-km-Langlauf | 15-km-Langlauf | 15-km-Langlauf | 15-km-Langlauf | Punkte Gesamt |
| Platz | Sportler                  | Land             | Start- Nr. | Weite 1 (m) | Weite 2 (m) | Weite 3 (m) | Punkte   | Rang     | Start- Nr.     | Zeit (h)       | Punkte         | Rang           | Punkte Gesamt |
| ----- | ------------------------- | ---------------- | ---------- | ----------- | ----------- | ----------- | -------- | -------- | -------------- | -------------- | -------------- | -------------- | ------------- |
| 1     | Paavo Korhonen            | Finnland         | 14         | 55,5 m      | 59,0 m      | 56,0 m      | 208,5    | 13       | 24             | 51:32,7        | 240,00         | 1              | 448,500       |
| 2     | Sverre Stenersen          | Norwegen         | 32         | 62,5 m      | 56,5 m      | 67,5 m      | 221,0    | 2        | 31             | 54:46,1        | 226,690        | 13             | 447,690       |
| 3     | Gunder Gundersen          | Norwegen         | 34         | 57,0 m      | 62,0 m      | 61,5 m      | 210,0    | 9        | 27             | 52:52,6        | 234,552        | 3              | 444,552       |
| 4     | Martti Maatela            | Finnland         | 33         | 59,0 m      | 64,5 m      | 69,5 m      | 224,5    | 1        | 14             | 56:27,7        | 219,655        | 26             | 444,155       |
| 5     | Michail Prjachin          | Sowjetunion      | 10         | 59,5 m      | 65,0 m      | 66,5 m      | 209,5    | 12       | 18             | 53:47,2        | 230,759        | 7              | 440,259       |
| 6     | Leonid Fjodorow           | Sowjetunion      | 30         | 59,5 m      | 65,0 m      | 66,5 m      | 216,0    | 5        | 32             | 55:42,7        | 222,759        | 19             | 438,759       |
| 7     | Bengt Eriksson            | Schweden         | 29         | 56,0 m      | 64,0 m      | 69,0 m      | 220,0    | 3        | 38             | 56:51,3        | 218,069        | 29             | 438,069       |
| 8     | Nikolai Gussakow          | Sowjetunion      | 26         | 60,0 m      | 61,0 m      | 59,5 m      | 210,5    | 8        | 29             | 54:36,5        | 229,379        | 12             | 435,889       |
| 9     | Tormod Knutsen            | Norwegen         | 15         | 54,5 m      | 60,5 m      | 62,5 m      | 206,5    | 15       | 13             | 54:06,9        | 229,379        | 9              | 435,879       |
| 10    | Kauko Pusenius            | Finnland         | 3          | 60,0 m      | 57,5 m      | 62,0 m      | 210,0    | 9        | 1              | 55;14,0        | 224,759        | 15             | 434,759       |
| 11    | Arne Barhaugen            | Norwegen         | 2          | 57,5 m      | 57,0 m      | 61,0 m      | 203,0    | 19       | 9              | 53:39,1        | 231,310        | 5              | 434,310       |
| 12    | Keijo Verto               | Finnland         | 39         | 61,0 m      | 63,0 m      | 63,5 m      | 216,5    | 5        | 10             | 57:05,4        | 217,103        | 31             | 433,602       |
| 13    | Alois Leodolter           | Österreich       | 24         | 61,5 m      | 61,5 m      | 62,0 m      | 211,0    | 7        | 37             | 56:05,6        | 221,172        | 20             | 432,172       |
| 14    | Günter Flauger            | DDR              | 4          | 59,0 m      | 65,0 m      | 61,0 m      | 205,5    | 16       | 33             | 55:11,9        | 224,897        | 14             | 430,397       |
| 15    | Vitezslav Lahr            | Tschechoslowakei | 20         | 56,5 m      | 55,0 m      | 60,0 m      | 202,0    | 21       | 21             | 54:26,6        | 228,000        | 11             | 430,000       |
| 16    | Georg Thoma               | BR Deutschland   | 22         | 54,0 m      | 63,0 m      | 63,0 m      | 207,0    | 14       | 30             | 55:42,0        | 222,828        | 18             | 429,828       |
| 17    | Pekka Ristola             | Finnland         | 16         | 53,0 m      | 55,5 m      | 56,0 m      | 197,0    | 22       | 11             | 53:43,1        | 231,034        | 6              | 428,034       |
| 18    | Herulf Berntsen           | Norwegen         | 38         | 53,5 m      | 56,5 m      | 57,0 m      | 191,0    | 28       | 2              | 52:51,6        | 234,550        | 2              | 425,552       |
| 19    | Esko Jussila              | Finnland         | 38         | 52,0 m      | 62,0 m      | 60,0 m      | 210,0    | 9        | 35             | 57:53,9        | 213,724        | 33             | 432,724       |
| 20    | Nikolaj Dolgov            | Sowjetunion      | 5          | 59,0 m      | 59,5 m      | 61,0 m      | 202,5    | 20       | 5              | 56:10,7        | 220,828        | 23             | 432,328       |
| 21    | Martin Körner             | DDR              | 21         | 60,5 m      | 59,5 m      | 63,0 m      | 205,5    | 16       | 6              | 57:03,3        | 217,241        | 30             | 422,741       |
| 22    | Vlastimil Melich          | Tschechoslowakei | 28         | 53,0 m      | 56,0 m      | 59,5 m      | 193,5    | 25       | 26             | 54:14,3        | 228,897        | 10             | 422,397       |
| 23    | Dmitri Kotschkin          | Sowjetunion      | 12         | 58,5 m      | 63,0 m      | 63,0 m      | 204,5    | 18       | 17             | 57:22,0        | 215,931        | 32             | 420,431       |
| 24    | Franciszek Gąsienica Groń | Polen            | 25         | 55,5 m      | 58,0 m      | 61,5 m      | 196,0    | 23       | 39             | 55:19,4        | 224,414        | 16             | 420,414       |
| 25    | Sepp Schiffner            | BR Deutschland   | 9          | 51,5 m      | 57,5 m      | 55,5 m      | 190,0    | 31       | 12             | 54:02,2        | 229,724        | 8              | 419,724       |
| 26    | Enzo Perin                | Italien          | 35         | 54,0 m      | 56,5 m      | 59,5 m      | 193,0    | 26       | 36             | 55:26,3        | 223,931        | 17             | 416,931       |
| 27    | Yōsuke Etō                | Japan            | 36         | 60,5 m      | 62,5 m      | 62,5 m      | 219,5    | 4        | 4              | 62:05,4        | 196,414        | 37             | 415,914       |
| 28    | Lars Dahlqvist            | Schweden         | 8          | 54,5 m      | 54,5 m      | 63,5 m      | 195,0    | 24       | 16             | 56:41,4        | 218,759        | 28             | 413,759       |
| 29    | Kristoffer Grøtli         | Norwegen         | 13         | 52,0 m      | 56,0 m      | 53,5 m      | 190,5    | 30       | 22             | 56:27,2        | 219,724        | 25             | 410,224       |
| 30    | André Reymond             | Schweiz          | 17         | 54,5 m      | 57,5 m      | 56,0 m      | 188,0    | 32       | 19             | 56:23,0        | 220,000        | 24             | 408,000       |
| 31    | Jozef Karpiel             | Polen            | 11         | 55,5 m      | 57,5 m      | 53,0 m      | 187,5    | 33       | 23             | 56:37,5        | 218,966        | 27             | 406,466       |
| 32    | Siegfried Böhme           | DDR              | 19         | 53,0 m      | 54,0 m      | 56,0 m      | 184,5    | 34       | 20             | 56:08,4        | 221,034        | 22             | 405,534       |
| 33    | Östen Lundholm            | Schweden         | 7          | 51,5 m      | 52,0 m      | 52,0 m      | 183,0    | 35       | 8              | 56:07,9        | 221,034        | 21             | 404,034       |
| 34    | Jurij Moschkin            | Sowjetunion      | 37         | 55,5 m      | 60,0 m      | 55,5 m      | 192,0    | 27       | 3              | 59:23,7        | 207,172        | 35             | 399,172       |
| 35    | Louis-Charles Golay       | Schweiz          | 17         | 48,5 m      | 52,0 m      | 49,5 m      | 167,0    | 38       | 28             | 53:28,1        | 232,069        | 4              | 399,069       |
| 36    | Gustaw Bujok              | Polen            | 1          | 55,0 m      | 56,5 m      | 57,5 m      | 191,0    | 28       | 7              | 59:41,9        | 206,276        | 36             | 397,276       |
| 37    | Alfred Vincelette         | USA              | 23         | 53,0 m      | 54,5 m      | 52,0 m      | 183,0    | 35       | 25             | 58:17,5        | 212,069        | 34             | 395,069       |
| DNF   | Sadae Kikuchi             | Japan            | 18         | 53,0 m      | 55,5 m      | 58,0 m      | 182,0    | 37       | 15             | DNS            | DNS            | DNS            | DNS           |
| DNS   | Helmut Böck               | BR Deutschland   | 6          |             |             |             |          |          | 4              |                |                |                |               |

Die besten Sprünge zeigte der Finne Martti Maatela, im dritten Sprung gelang ihm mit 69,5 Metern die Tageshöchstweite.
Der aktuelle norwegische Olympiasieger Sverre Stenersen war nicht so stark wie erwartet, er hatte als Zweiter einen Rückstand von 3,5 Punkte. So musste er im Laufen mehr als eine Minute auf Martti Maatela aufholen. Im zweiten Durchgang konnte DDR-Springer Günther Flauger mit 65 m (Note 102) nur von Maatela (64,5 m / 103 Punkte) überflügelt werden.
Die skandinavisch-sowjetische Vorherrschaft im Springen war nicht so ausgeprägt wie im Langlauf, denn der Japaner Etō (nach zwei Durchgängen sogar auf Rang eins – 203 Punkte gegenüber 200 von Maatela) lag auf Platz vier, der Österreicher Leodolter auf sieben.
Die Bedingungen für das Springen waren mit Sonnenschein, zehn Grad unter Null und erheblichem Gegenwind schwierig. Die mit der schwierigen Schanze wenig vertrauten Ausländer wurden durch die Windstöße noch weiter benachteiligt, wenngleich vorerst mit verkürztem, erst ab dem zweiten Durchgang etwas verlängerten Anlauf gesprungen wurde.
Resultat Springen: 1. Martti Maatela (FIN) / 2. Sverre Stenersen (NOR) / 3. Bengt Eriksson (SWE) / 4. Yōsuke Etō (JPN) / 5. Leonid Fjodorow (UdSSR) und Keijo Verto (FIN) / 7. Alois Leodolter (AUT) / …
Beim Langlauf lagen die Temperaturen bei −12 °C und es herrschte ein beißender Wind vor. Bei Kilometer sieben mussten die Läufer eine dreihundert Meter lange Steigung überwinden, bei km 8,5 eine zweihundert Meter lange. Doch beide Anstiege waren nicht sehr steil. Das unerfreuliche Wetter ließ nur 4.000 Zuschauer im Stadion ausharren.
Der Finne Paavo Korhonen, Dreizehnter nach dem Springen, war im Lauf derart überlegen, dass er 3:13 min oder 13,31 Punkte vor Stenersen lag und in der Endwertung an ihm vorbeizog. Diese Goldmedaille war eine Überraschung. Zwar hatte der Finne zu den Mitfavoriten gezählt, doch nach Rang dreizehn im Springen war im Lager der Finnen davon ausgegangen worden, dass es für ihn im Lauf nicht mehr reichen würde, um Stenersen mit dessen Vorsprung von umgerechnet drei Minuten auf ihn noch abzufangen. Der nach dem Springen führende Maatela landete im Laufwettbewerb weit hinten und fiel in der Gesamtwertung auf Platz vier zurück. Pech hatte Eriksson, der auf Grund einer Fußverletzung nur 29. wurde. Etō war im Langlauf als Letzter mit deutlichem Abstand offensichtlich überfordert. Eine Enttäuschung brachte auch der polnische Olympiadritte von 1956, der Pole Franciszek Gąsienica Groń, der weder im Springen noch im Laufen an seine Form von Cortina d’Ampezzo herankam und in der Endwertung den 24. Platz belegte. Stenersen hatte schon gleich nach dem Start bei einem Sturz einige Sekunden verloren und seine Laufleistung war allgemein schwächer als erwartet. Er belegte im Lauf Platz dreizehn. Die auffallendste Leistung lieferte nach jener Korhonens der Schweizer Louis-Charles Golay, der sich nach seinem katastrophalen Sprungresultat rehabilitierte und Laufvierter wurde.
Langlaufresultat: 1. Paavo Korhonen 51:32,7 min / 2. Herulf Berntsen 51:51,6 min / 3. Gunder Gundersen 52:52,1 min / 4. Louis-Charles Golay 53:28,1 min / 5. Arne Barhaugen 53:39,1 min / 6. Pekka Ristola 53:43,1 min / 7. Michail Prjachin 53:47,2 min / …